# Nhà thi đấu Đài Bắc
Nhà thi đấu Đài Bắc (tiếng Trung: 臺北小巨蛋; bính âm: Táiběi xiǎo jùdàn; Wade–Giles: T'ai2pei3 hsiao3 chü4tan4; nghĩa đen 'Đài Bắc tiểu cự đản') là một nhà thi đấu đa năng nằm ở Tùng Sơn, Đài Bắc, Đài Loan. Nhà thi đấu được điều hành bởi Công ty Tàu điện ngầm Đài Bắc (TRTC). Nhà thi đấu được xây dựng vào năm 2005 và được sử dụng để tổ chức các sự kiện thể thao quốc tế lớn như trượt băng, khúc côn cầu trên băng, thể dục dụng cụ, bóng ném, bóng rổ, quần vợt, cầu lông, bóng bàn, bóng đá trong nhà, quyền Anh, judo, karate, taekwondo và đấu vật.

## Việc xây dựng
Sân vận động được thiết kế bởi Archasia, công ty kiến trúc thành lập tại Đài Bắc (nay là công ty Populous), một công ty thiết kế kiến trúc ở Kansas City, Missouri, Mỹ.
Sân vận động được xây tại địa điểm của sân vận động bóng chày thành phố Đài Bắc cũ (được xây dựng vào năm 1958, mở ra năm 1959 và bị phá hủy năm 2000) và chính thức được mở vào ngày 1 tháng 12 năm 2005.
Sân vận động chính có diện tích sàn có thể điều chỉnh được: diện tích tối thiểu là 60m × 30m và có thể được mở rộng đến 80m × 40m.
Chinese Taipei Ice Hockey League (CTIHL) đã làm thêm một đấu trường phụ trợ, là một sân trượt băng nghệ thuật dài 60m × 30m.
Tầng hầm hiện tại đang chứa hai máy phát điện tua bin khí lớn được sử dụng cho các huyện xung quanh trong trường hợp khẩn cấp 

## Sự kiện

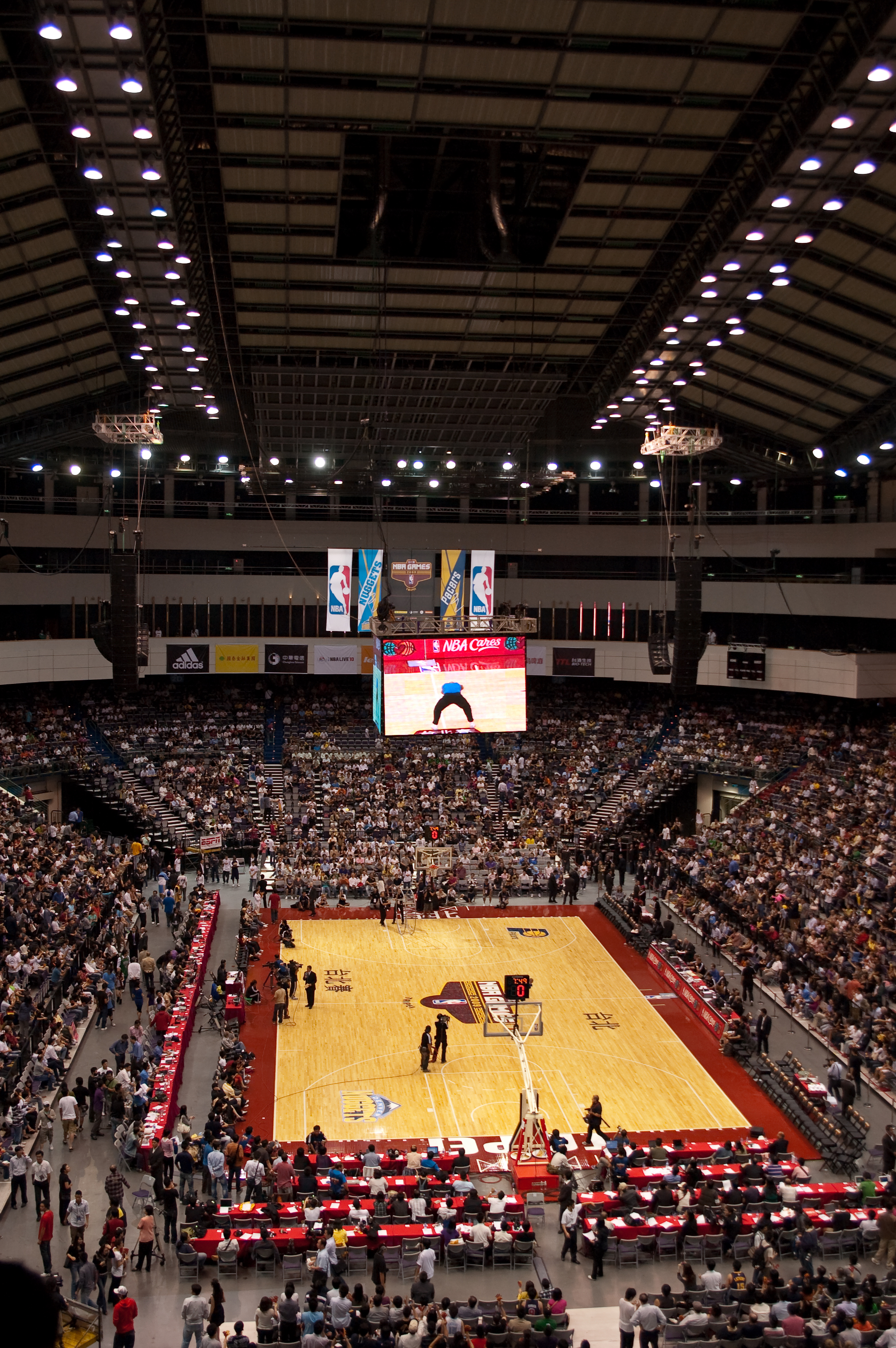
Bên trong sân vận động

Kể từ khi mở cửa vào năm 2005, sân vận động đã tổ chức các hoạt động văn hóa nghệ thuật (chẳng hạn như các buổi hòa nhạc trực tiếp) nhiều hơn so với các sự kiện thể thao mà đáng ra là mục đích chính của việc xây dựng. Trong đó bao gồm các buổi hòa nhạc của Disney on Ice và Cirque du Soleil, Cats the Broadway Musical.
Từ năm 2005 đến 2008
- La Chí Tường là ca sĩ đầu tiên tổ chức buổi hòa nhạc của mình vào ngày 18 tháng 11 năm 2005.
- Tôn Yến Tư là nghệ sĩ nữ và là ca sĩ Singapore đầu tiên tổ chức buổi hòa nhạc vào ngày 29 tháng 7 năm 2006.
- S.H.E tổ chức đêm diễn Perfect 3 World Tour của nhóm tại Đài Bắc vào ngày 16 tháng 12 năm 2006.
- Ca sĩ Đài Loan Thái Y Lâm (tháng 11 năm 2006), ca sĩ Hồng Kông Trương Học Hữu - Snow Wolf Lake (24 tháng 3 năm 2007).
- Olivia Newton-John vào ngày 21 và 22 tháng 4 năm 2007 đã tổ chức đêm diễn trong Body Heart & Spirit Tour.
- Ca sĩ Nhật Bản Ayumi Hamasaki với chuyến lưu diễn châu Á cùng 10.000 vé được bán ra trong 1 giờ.
- Ngôi sao nhạc pop Đài Loan Trương Huệ Muội - STAR TOUR world tour.
- Backstreet Boys vào ngày 2 tháng 3 năm 2008 đã chọn Đài Bắc làm điểm dừng chân trong Unbreakable Tour của họ.
- Lễ nhậm chức của Tổng thống và lễ kỷ niệm Mã Anh Cửu và Phó Chủ tịch Vincent Siew vào ngày 20 tháng 5 năm 2008.
- Ca sĩ Malaysia Lương Tịnh Như tổ chức đêm diễn Today is our valentines day tại Đài Loan vào ngày 8 tháng 6 năm 2008, trở thành nghệ sĩ Malaysia đầu tiên biểu diễn ở sân vận động này.

2009
- Diva nhạc pop Singapore Tôn Yến Tư đã tổ chức 2 đêm "The Answer Is......" World Tour vào ngày 15 và 16 tháng 5 năm 2009.
- Vũ công, nhạc sĩ người Mỹ gốc Ailen - Michael Flatley - đã đóng vai Chúa tể của những bước nhảy trong Feet of Flames 2009 tour.
- Trận đấu giữa Indiana Pacers và Denver Nuggets là trận đấu đầu tiên của Hiệp hội Bóng rổ Quốc gia (Hoa Kỳ) được tổ chức ở đất nước này.
- Nhóm nhạc Hàn Quốc SS501 tổ chức 1st Asia Tour Persona Concert in Taiwan vào ngày 17 tháng 10 năm 2009, trở thành nghệ sĩ Hàn Quốc thứ ba biểu diễn tại đây.
- Nhóm nhạc Đài Loan Phi Luân Hải đã tổ chức buổi hòa nhạc đầu tiên của họ vào ngày 24 và 25 tháng 10 năm 2009 và phát hành nó trong Fahrenheit's Fantasy World Tour Taipei Special.
- Ca sĩ Nhật Bản Namie Amuro đã quay chuyến lưu diễn của cô ở đây và phát hành DVD của Best Fiction Tour 2008-2009.
- Ngôi sao nhạc pop Đài Loan Tiêu Á Hiên vào ngày 31 Tháng 12, 2009.

2010
- Nhóm nhạc Mỹ Backstreet Boys, vào ngày 25 tháng 2 năm 2010 trong điểm dừng châu Á của This Is Us Tour.
- Ca sĩ Hồng Kông Coco Lee đã tổ chức đêm diễn East to west world tour của cô vào ngày 27 tháng 3 năm 2010.
- Ngày 24 tháng 4 năm 2010, ca sĩ Đài Loan Dương Thừa Lâm đã tổ chức buổi hòa nhạc đầu tay mang tên Whimsical World tại đây.
- Ca sĩ Đài Loan La Chí Tường còn được biết đến như "Ông hoàng Vũ đạo châu Á" đã tổ chức buổi hòa nhạc Dance Storm (舞法舞天) của mình vào ngày 15 tháng 5 năm 2010. Anh là nghệ sĩ đầu tiên tổ chức 3 buổi hòa nhạc trong 24 giờ. Anh cũng là nghệ sĩ đầu tiên có một video âm nhạc 3D cho bài hát "Dance Storm" (舞 法 舞 天) và có thể xem video 3D này bằng mắt thường.
- Nhóm nhạc Hàn Quốc Super Junior vào ngày 20 và 21 tháng 2 năm 2010 đã biểu diễn tour diễn châu Á thứ hai của họ - Super Show 2 - tại đây.
- S.H.E đã biểu diễn lần thứ hai ở đây vào ngày 29 tháng 5 năm 2010 trong S.H.E Is The One World Tour.
- Ca sĩ Đài Loan Châu Kiệt Luân vào ngày 11, 12 và 13 tháng 6 năm 2010 trong The Era World Tour của mình.
- Nhóm nhạc pop nam Nhật Bản KAT-TUN đã tổ chức hai buổi biểu diễn vào ngày 27 và 28 Tháng Tám, 2010 như một phần trong chuyến lưu diễn châu Á No More Pain của họ và được phát hành dưới dạng DVD vài tháng sau đó.
- Nhóm nhạc nữ Hàn Quốc Girls' Generation đã tổ chức hai buổi hòa nhạc trong khuôn khổ chuyến lưu diễn châu Á Into the New World Tour vào ngày 16 và 17 tháng 10 năm 2010, với 24.000 fan hâm mộ tham dự, lập kỷ lục buổi diễn của một nhóm nhạc nữ nước ngoài có nhiều khán giả nhất.
- Crowd Lu vào ngày 18 tháng 12 năm 2010 đã tổ chức buổi hòa nhạc mang tên Good Morning & Good Evening, là buổi biểu diễn đầu tiên ở sân vận động này. Buổi hòa nhạc bắt đầu lúc 10:00, theo sau là giờ nghỉ trưa và một buổi chiếu phim vào buổi chiều, sau đó lại tiếp tục vào lúc 19:30.
- Ca sĩ Đài Loan Thái Y Lâm đã tổ chức Myself World Tour tại đây. Cô đã tổ chức 3 buổi biểu diễn liên tiếp vào ngày 24, 25 và 26 tháng 12 năm 2010.

2011
- Ca sĩ Hồng Kông Trần Dịch Tấn vào ngày 14 và 15 tháng 1 năm 2011 trong DUO Tour.
- Ca sĩ Hồng Kông Vương Phi vào ngày 21, 22 và 23 tháng 1 năm 2011 trong chuyến lưu diễn trở lại của mình.
- Nhóm nhạc nam Hàn Quốc Super Junior vào ngày 11, 12 và 13 tháng 3 năm 2011 trong chuyến lưu diễn châu Á thứ ba của họ, Super Show 3.
- Bob Dylan đã biểu diễn tại đây trong Never Ending Tour vào ngày 3 tháng 4 năm 2011.
- Justin Bieber vào ngày 15 tháng 5 năm 2011 trong My World Tour của mình.
- Lương Tịnh Như cùng chuyến lưu diễn thế giới Love Library vào ngày 28 và 29 tháng năm 2011, là nghệ sĩ Malaysia đầu tiên tổ chức hai buổi hòa nhạc trong 24 giờ.
- Nhóm nhạc Hàn Quốc SHINee vào ngày 16 tháng 7 năm 2011 cùng buổi hòa nhạc solo đầu tiên của họ, SHINee World.
- Ca sĩ Hồng Kông Trương Học Hữu vào ngày 18, 19, 20 và 21 tháng 8 năm 2011 trong Jacky Cheung 1/2 Century World Tour và thiết lập một kỷ lục mới cho nghệ sĩ nước ngoài có 4 đêm diễn liên tiếp tại sân vận động.
- Girls' Generation tiếp tục thiết lập một kỷ lục mới cho mình đó là nhóm nhạc nữ nước ngoài đầu tiên thực hiện ba buổi hòa nhạc liên tiếp trong chuyến lưu diễn solo thứ hai của họ 2011 Girls' Generation Tour vào ngày 9,10 và 11 tháng 9 với 31.000 khán giả.

2012
- Nhóm nhạc pop Hàn Quốc Super Junior trở thành nghệ sĩ nước ngoài thứ hai có một buổi hòa nhạc kéo dài bốn ngày trong chuyến lưu diễn thế giới của họ, Super Show 4 từ ngày 2 đến ngày 05 tháng 2 năm 2012,[3] với 40.000 fan hâm mộ và trở thành buổi hòa nhạc bán chạy nhất tại Đài Loan.[4]

2013
- Ban nhạc rock Hàn Quốc CNBLUE đã bắt đầu chuyến lưu diễn thế giới của họ Blue Moon World Tour tại sân vận động này vào ngày 6 tháng 4 năm 2013. Ban nhạc đã trình diễn 24 bài hát đến 11.000 khán giả.[5]
- Rapper Hàn Quốc và là nhóm trưởng của nhóm nhạc nam Hàn Quốc BigBang, G-Dragon đã biểu diễn ở đây trong chuyến lưu diễn vòng quanh thế giới, One Of A Kind vào ngày 9 và 10 tháng 5 năm 2013.
- Girls' Generation đã tổ chức Girls' Generation World Tour Girls & Peace tại sân vận động này vào ngày 20 và 21 tháng 7 năm 2013 với 22.000 fan hâm mộ[6][7]
- Nhóm nhạc nam Hàn Quốc Super Junior đã lên kế hoạch tổ chức Super Show 5 của họ tại sân vận động vào các ngày 10, 11 và 12 tháng 8.[8]
- Linkin Park đã tổ chức một trong những đêm diễn tại điểm dừng chân ở châu Á của Living Things World Tour ở đây vào ngày 17 tháng 8 năm 2013.

2014
- Nhóm nhạc nam Hàn Quốc SHINee đã tổ chức Shinee World III tại đây vào ngày 11 tháng 5 năm 2014.[9]
- EXO sẽ tổ chức đêm diễn EXO FROM. EXOPLANET ＃1 - THE LOST PLANET tại sân vận động vào ngày 11 và 12 tháng 7.[10]

## Giao thông
Để đến sân vận động này, du khách có thể đi bộ về phía Đông từ nhà ga phía Đông Nam Kinh của "Đài Bắc Metro".